# Martin Debes
Martin Debes (* 1971 in Jena) ist ein deutscher Journalist und Buchautor.

## Leben
Martin Debes wuchs in Jena und nahe Ilmenau auf. Nach Abitur, Zivildienst und einer halbjährigen USA-Reise studierte er Politikwissenschaft, Neuere Geschichte und Philosophie an der Universität Jena und der Louisiana State University in Baton Rouge, USA. Während des Studiums leitete er für ein Jahr die Studentenzeitung Akrützel und schrieb für die Frankfurter Rundschau. Von 1998 bis 2000 besuchte er die Deutsche Journalistenschule in München. 
Von 2000 bis 2024 arbeitete Debes bei der Thüringer Allgemeinen und für die Funke-Mediengruppe in Erfurt, für die er die wöchentliche Kolumne Zwischenruf schrieb. Eine Auswahl seiner Kolumnen erschien 2023 im Klartext Verlag unter dem Titel Ach, Thüringen... Zwischenrufe aus einem seltsam schönen Land. Neben seiner Tätigkeit als Ressortleiter und Chefreporter schrieb er freiberuflich unter anderem für Die Zeit und veröffentlichte 2014 eine politische Biographie der ehemaligen thüringischen Ministerpräsidentin Christine Lieberknecht. Seit April 2024 ist Debes Autor im Hauptstadtbüro des Stern.
Im August 2021 erschien sein Buch Demokratie unter Schock über die Hintergründe der Wahl von Thomas Kemmerich zum Thüringer Ministerpräsidenten. Für das Buch und seine Serie zum Jahrestag der Kemmerich-Wahl wurde Debes mit dem dritten Platz des Preises Journalist des Jahres in der Kategorie „Reportage regional“ ausgezeichnet. 2023 erhielt er den ersten Platz der Auszeichnung in derselben Kategorie.
2024 veröffentlichte Debes im Vorfeld der Landtagswahlen das Buch Deutschland der Extreme: Wie Thüringen die Demokratie herausfordert im Ch. Links Verlag.

## Werke
- Durchdringen und Zersetzen: Die Bekämpfung der Opposition durch das Ministerium für Staatssicherheit im Jahr 1989, Goldhelm-Verlag, Manebach 1999, ISBN 978-3-931101-04-6.
- Christine Lieberknecht: Von der Mitläuferin zur Ministerpräsidentin, Klartext-Verlag, Essen 2014, ISBN 978-3-8375-1046-1.
- Demokratie unter Schock: Wie die AfD einen Ministerpräsidenten wählte. Klartext-Verlag, Essen 2021, ISBN 978-3-8375-2471-0.
- Ach, Thüringen …: Zwischenrufe aus einem seltsam schönen Land. Klartext Verlag, Essen 2023, ISBN 978-3-8375-2565-6.
- Deutschland der Extreme: Wie Thüringen die Demokratie herausfordert. Ch. Links Verlag, Berlin 2024, ISBN 978-3-96289-213-5.

## Preise
- 2015: Thüringer Journalistenpreis
- 2021: Journalist des Jahres, Kategorie: Reportage regional, Platz 3
- 2023: Journalist des Jahres, Kategorie: Reportage regional, Platz 1